# Václav Talich

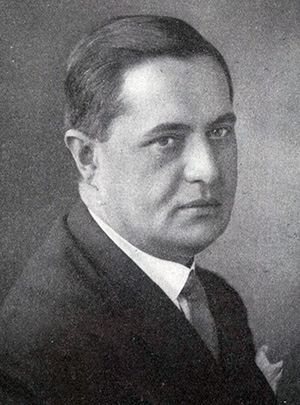
Václav Talich in 1928

Václav Talich (Kroměříž, Moravië, 28 mei 1883 – Beroun, in de buurt van Praag, 16 maart 1961) was een Tsjechisch dirigent en violist.

## Levensloop
Talich groeide op in een muzikaal gezin. Zijn vader Jan was violist en zijn broer Jan was cellist. Hij studeerde aan het conservatorium te Praag, onder andere viool bij Otakar Ševčík. In 1903 werd hij zelfs concertmeester van de Berliner Philharmoniker die toen gedirigeerd werd door Arthur Nikisch.
Deze positie moest hij in 1904 om gezondheidsredenen opgeven en hij ging naar Odessa. Daar werd hij dirigent van het orkest van het stedelijk theater. In 1905 werd hij aan de Keizerlijke Russische Academie in Tbilisi, in Georgië, als professor voor viool aangesteld. In 1906 en 1907 was hij weer terug in Praag. Van 1908 tot 1912 was hij dirigent van het Sloveens Filharmonisch Orkest in Ljubljana. Tegelijkertijd deed hij studies bij Max Reger, Arthur Nikisch en Arturo Vigna. Van 1912 tot 1915 was hij dirigent van het operaorkest in Pilsen.
In 1917 dirigeerde hij zijn eerste concert met het Tsjechische Filharmonisch Orkest. In 1919 werd hij benoemd tot chef-dirigent van dit orkest en bleef in deze positie tot 1941. In 1922 was hij medeoprichter van het Tsjechisch Philharmonisch koor in Praag. In de tijd van 1931 tot 1943 was hij eveneens dirigent van het Filharmonisch Orkest van Stockholm.
Van 1936 tot 1945 was hij ook directeur van de Nationale Opera in Praag en zette hij zich vooral in voor de verbreiding van hedendaagse opera's van Tsjechische componisten. Onder zijn leiding werd de opera Rusalka van Dvořák een groot succes.
Onder druk van de nazi's moest hij als nationalistisch denkende Tsjech zijn ambten in Tsjecho-Slowakije opgeven. Maar hij kreeg geen beroepsverbod, zoals het eigenlijk bij de nazi's normaal was. Dat leverde hem na de oorlog de verdenking op dat hij met de nazi's collaboreerde.
Van 1949 tot 1952 was hij dirigent van het nieuw opgerichte Slovakisch Filharmonisch Orkest in Bratislava. Hij heeft voor de platenmaatschappij Supraphon een hele reeks opnames gemaakt met werken van Tsjechische componisten.
Tot zijn bekendste leerlingen behoren Karel Ančerl, Milan Munclinger, Jaroslav Krombholc en Charles Mackerras.